# Briana Banks
Briana Banks (født Briana Bany 21. maj 1978 i München, Bavaria, Tyskland) 
er en tyskfødt pornostjerne og model.

## Biografi
Banks blev født i München (Bayern, Tyskland), men flyttede til Storbritannien og senere til USA da hun var syv år gammel. Hun fik amerikansk statsborgerskab da hun var 18. Hun havde forskelligt arbejde før hun gik ind i pornoindustrien; ekspedient i en butik for kunst og håndværk, sekretær og andet. Som 21-årig droppede hun sit job som sikkerhedsaudit, og besvarede en annonce, hvor der blev søgt efter modeller.
Briana begyndte sin karriere som nøgenmodel (1999) for en række voksenblade. Hendes første film var University Coeds 18, hvori hun spillede overfor Brandon Iron. I 2000 var Banks med i Max Hardcore's Pure Max 1 hvor hun medvirkede i scener med anal, fisting, cum-swallow og watersports. Hun kom ind i industrien under navnet Mirage, men begyndte at bruge aliasset 'Briana Banks' efter råd fra kollegaen Lita Chase i 2000, efter at have fået den første af to brystimplantater, hvilket forstørrede hendes bryster til 34DD. Hendes første medvirken som 'Briana' var i filmen Decadent Whores 9. Hun har medvirket i Penthouse magasinet som Pet of the Month i juni, 2001 og har angiveligt de længste ben i industrien (90 cm). 
Banks har i øjeblikket kontrakt med Vivid Entertainment.
I 2002 blev der lavet en actionfigur af Banks. Det Los Angeles-baserede firma Cyber F/X brugte laser-scanning til at skabe en præcis computer-model af hendes krop og hoved. Computer-modellen blev derefter brugt af Sota Toys til at lave actionfiguren.
Hun giftede sig med pornostjernen Bobby Vitale i 2003, men på sin MySpace side har hun for nylig skrevet at de ikke længere er sammen.
Briana var medforfatter til bogen How To Have a XXX Sex Life: The Ultimate Vivid Guide fra 2004. I bogen giver hun og kollegaer fra Vivid råd om sex og fortæller anekdoter fra deres egne sexliv. 
13. oktober 2006 rapporterede WTAE-TV News i Pittsburgh, at Banks sagsøgte en sexlegetøjsfabrikant, fordi firmaet angiveligt brød en kontrakt. Ifølge sagsanlægget lavede Doc Johnson Enterprises 10 uautoriserede produkter ud fra disse reproduktioner. Banks påstod at kontrakten foreskrev at firmaet kun ville lave to, og hun søgte derfor mere end $75.000 i erstatning. Doc Johnson Enterprises' advokat har sagt at sagsanlægget er et desperat forsøg fra Banks' sige for at få sit navn i medierne

## Priser
- Penthouse Pet June 2001
- Hot D'Or Cannes 2001 – Best American New Starlet
- AVN's "Best Renting Title of the Year" 2003
- AVN's "Best Selling Title of the Year" 2003